# Sławomir Cielica
Sławomir Cielica (ur. 16 września 1970 w Biłgoraju) – polski lekkoatleta chodziarz, mistrz Polski.

## Osiągnięcia
Był mistrzem Polski w chodzie na 50 kilometrów w 1994 oraz czterokrotnie brązowym medalistą: w chodzie na 20 kilometrów w 1991 i 1992 oraz na 50 kilometrów w 1991 i 1993. Był również halowym mistrzem Polski w chodzie na 5000 m w 1991 i brązowym medalistą w 1990.
Wystąpił w Pucharze Świata w Chodzie w 1991 w San Jose w chodzie na 20 kilometrów, zajmując 33. miejsce. Był zawodnikiem Agrosu Zamość.

## Rekordy życiowe
źródła:
- chód na 20 kilometrów – 1:24:43 s. (16 maja 1993, Mielec)
- chód na 50 kilometrów – 3:53:03 s. (7 czerwca 1992, Przerów[5]) – 18. wynik w historii polskiej lekkoatletyki